# شهرستان لووکومسکی
شهرستان لووکومسکی (به لاتین: Levokumsky District) یک شهرستان در روسیه است که در سرزمین استاوروپول واقع شده‌است.